# Cara (Hèbrides)
Cara (Cara (pronuncieu [kʰaɾə]) en gaèlic) és una petita illa de les Hèbrides Interiors, situada al nord-oest d'Escòcia. Es troba enfront de la costa de Kintyre, a un quilòmetre al sud de Gigha. El millor lloc des del continent per observar l'illa de Cara és a la platja oposada a la Beachmenach Farm, a mig camí aproximadament entre els pobles de Tayinloan i Muasdale.

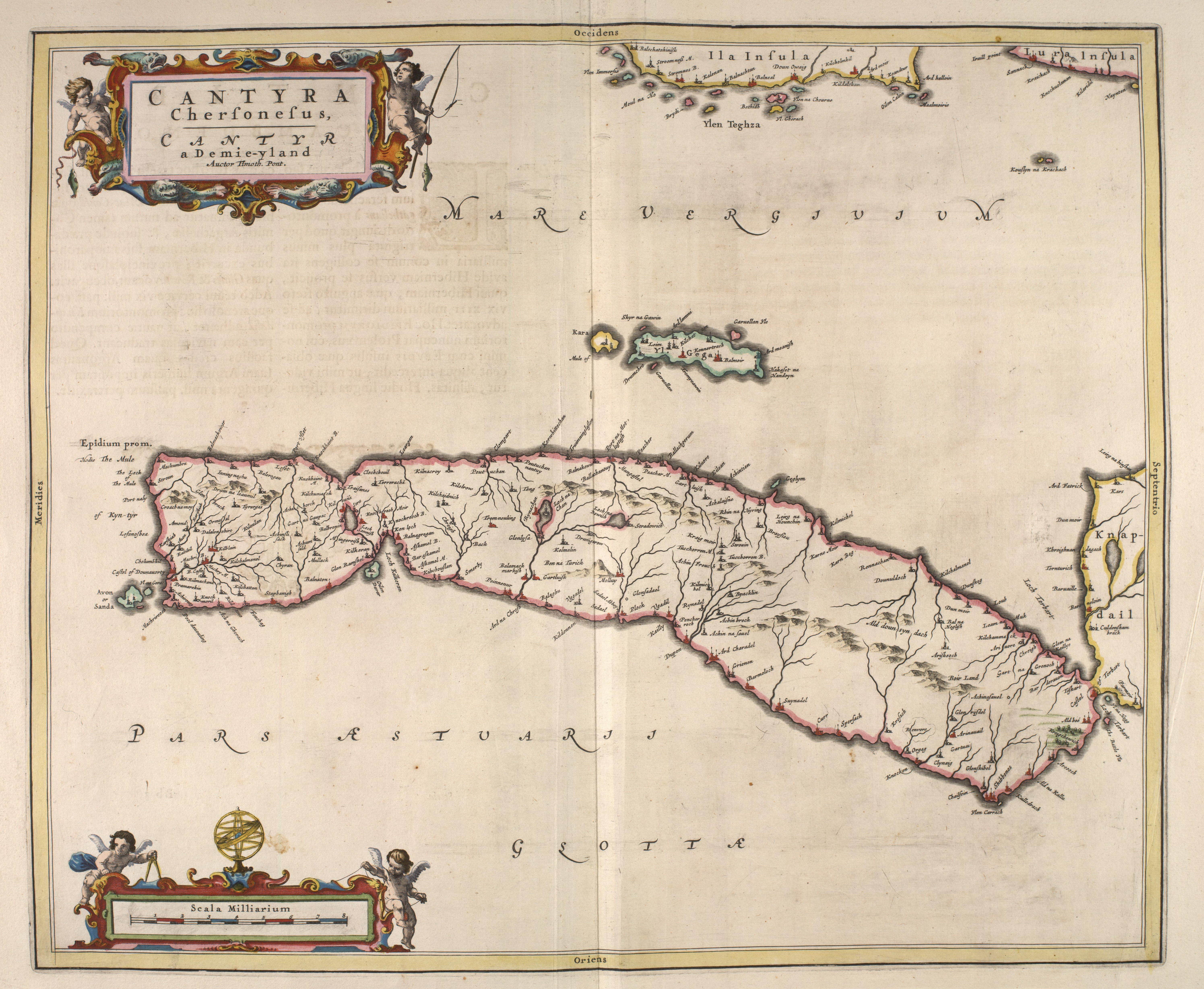
Atlas de Blaeu (1654) on hi apareix Gigha i Cara. L'oest es troba a la part superior del mapa.

## Història
En gaèlic, Cara significa «la més cara» o «la més preciosa». L'illa no ha estat habitada de manera permanet des dels anys 1940, tot i que hi existeix una casa que és utilitzada com a casa de vacances per un advocat de Glasgow.
En la cultura popular, l'illa de Cara és coneguda per ser lloc de residència del brownie. Un penya-segat situat a l'extrem sud de l'illa és conegut com la «Cadira del brownie». Segons la llegenda, si un individu s'asseu sobre aquest penyal, el brownie apareix per atrapar-lo.